# Maske von La Roche-Cotard

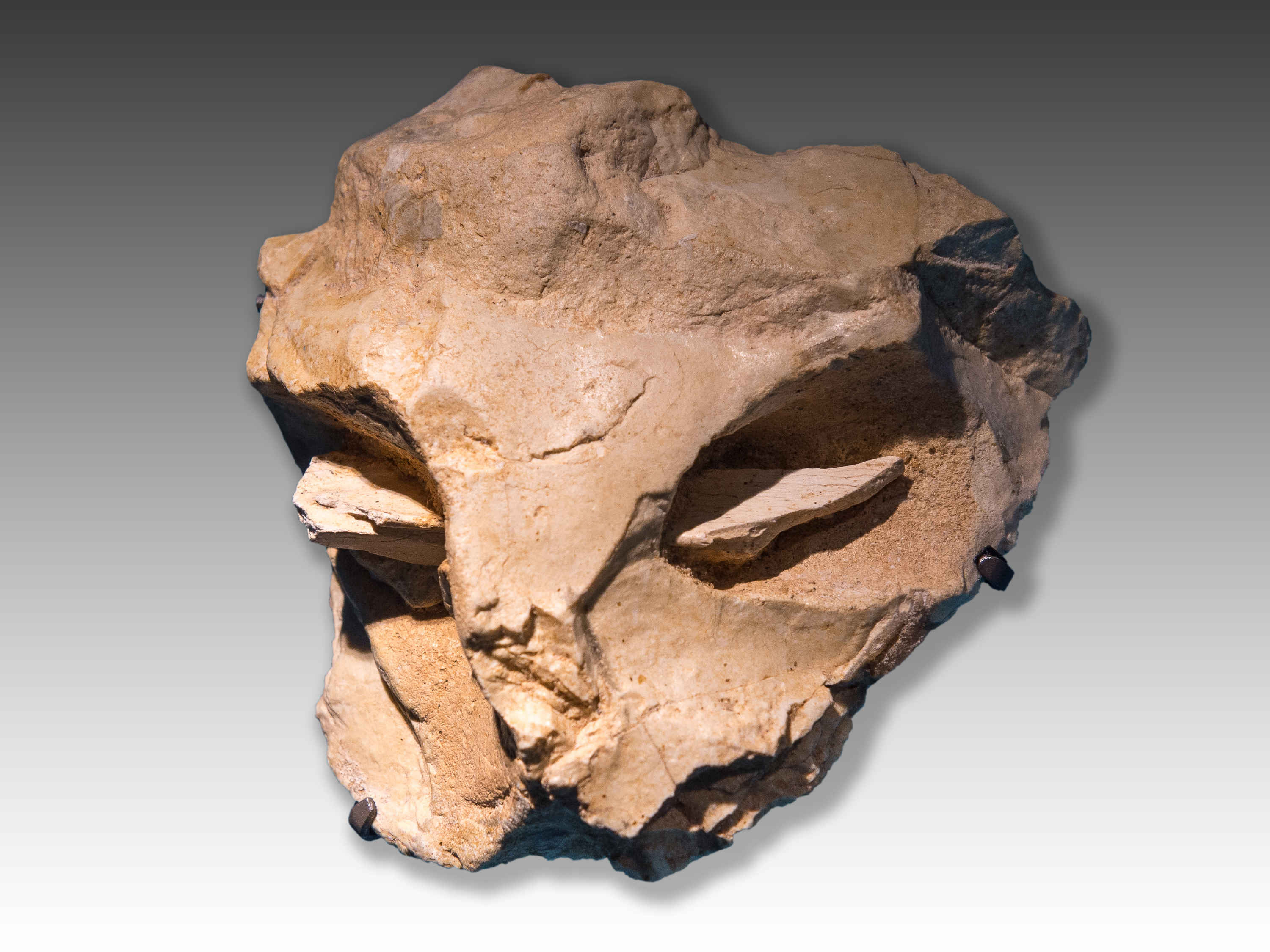
Maske von La Roche-Cotard

Die Maske von La Roche-Cotard ist ein aus dem Moustérien stammendes Artefakt, das als Proto-Figurine – also als ein Vorläufer der Jungpaläolithischen Kleinkunst – bezeichnet wird. Das Objekt wurde im Bereich der Fundstelle La Roche-Cotard II geborgen, erstmals im Januar 2000 wissenschaftlich beschrieben und wird aufgrund seines Alters dem Neandertaler zugeschrieben. Die Fundstelle liegt auf einer Anhöhe im Tal der Loire in der Gemeinde Langeais (Département Indre-et-Loire) in Frankreich.
Die Maske besteht aus einem flachen, dreieckigen Stück Silex von etwa 10 cm Durchmesser und knapp 300 Gramm Gewicht, das eine wahrscheinlich natürlich entstandene Höhlung aufweist. Dahinein wurde ein 7,5 cm langes Knochenstück platziert und verkantet. Das sich ergebende Bild suggeriert so die Augen einer menschlichen (oder tierischen?) Maske. Der Stein wurde weiterhin ein wenig nachbearbeitet, um die Ähnlichkeit mit einem Antlitz zu erhöhen. Dieser Fund bestätigt, dass sich bereits der Neandertaler mit Kunst beschäftigte.
Datiert wurde die Maske zunächst anhand der Radiokarbonmethode auf rund 32.000 Jahre vor heute. 2016 ergab jedoch eine Datierung mit Hilfe der Optisch stimulierten Lumineszenz ein weit höheres Alter von 75.600 ± 5.800 Jahren, das heißt, eine Datierung ins Mittelpaläolithikum. Als Hersteller der Maske gilt damit der Neandertaler, da Europa erst vor rund 45.000 Jahren von anatomisch modernen Menschen (Homo sapiens) besiedelt wurde.
Die Fundstelle La Roche-Cotard II wurde in der zweiten Hälfte der 1970er-Jahre am Fuß einer Felswand unweit der 1846 bei Steinbrucharbeiten geöffneten Höhle La Roche-Cotard I entdeckt, aus der 1913 der Fund von Steinwerkzeugen aus dem mittelpaläolithischen Moustérien, der Kultur des Neandertalers, bekannt gegeben worden war.

## Belege
1. ↑  Jean-Claude Marquet, Michel Lorblanchet: Le „Masque“ moustérien de La Roche-Cotard, Langeais (Indre-et-Loire). In: Paléo. Nr. 12, 2000, ISSN 1145-3370, S. 325–338, doi:10.3406/pal.2000.1605.
2. ↑  Jean-Claude Marquet und Michel Lorblanchet: A Neanderthal face? The proto-figurine from La Roche-Cotard, Langeais (Indreet-Loire, France). In: Antiquity. Band 77, Nr. 298, 2003, S. 661–670, doi:10.1017/S0003598X00061627.
3. ↑  Jean-Claude Marquet, Michel Lorblanchet, Christine Oberlin, Edit Thamo-Bozso und Thierry Aubry: New dating of the "mask" of La Roche-Cotard (Langeais, Indre-et-Loire, France). In: Paleo. Band 27, 2016, S. 253–263, doi:10.4000/paleo.3278.
4. ↑  Jean-Claude Marquet et al.: The earliest unambiguous Neanderthal engravings on cave walls: La Roche-Cotard, Loire Valley, France. In: PLOS ONE. Band 18, Nr. 6, 2023, e0286568, doi:10.1371/journal.pone.0286568.

Koordinaten: 47° 20′ 12″ N, 0° 25′ 34″ O